# Racconto della finestra rotta
Il racconto della finestra rotta fu creato da Frédéric Bastiat nel suo saggio del 1850, Ce qu'on voit et ce qu'on ne voit pas ("Ciò che si vede e ciò che non si vede"), per chiarire la nozione dei costi occulti (o costi incidentali) e spiegare perché la distruzione, e il denaro speso per la ricostruzione, non portano beneficio alla società.
Bastiat usa questo racconto per introdurre un concetto che chiama "la fallacia della finestra rotta" (o "fallacia del vetraio"), che è collegato con la legge delle conseguenze non intenzionali, in quanto entrambi implicano una valutazione incompleta delle conseguenze di un'azione. Bastiat sostiene che i costi opportunità e la legge delle conseguenze non intenzionali influenzano l'economia in modi che non sono percepiti e che vengono ignorati. Gli esponenti della scuola austriaca di economia citano frequentemente questo errore, mentre Henry Hazlitt gli ha dedicato un capitolo nel suo libro più famoso: Economics in One Lesson: The Shortest and Surest Way to Understand Basic Economics.

## Il racconto
Il racconto descrive la storia di un commerciante a cui un ragazzino rompe una finestra. I passanti simpatizzano con il commerciante, ma presto cominciano a suggerire che la rottura della finestra crei lavoro per il vetraio, che potrà comprare del pane, creando lavoro per il panettiere, che potrà comprare scarpe, creando lavoro per il calzolaio, ecc. Infine, i passanti convengono sul fatto che il ragazzino non è colpevole di vandalismo; lo ritengono invece un benefattore pubblico, avendo la sua azione generato benefici economici per tutti in città.
Il racconto della finestra rotta del Bastiat suona circa così:
"Avete assistito alla rabbia del buon commerciante, Jacques Bonhomme, quando il suo sbadato figlio ruppe un vetro? Se siete stati presenti ad una tal scena, potrete sicuramente testimoniare che ogni spettatore, dei trenta presenti, apparentemente di comune accordo, offriva allo sfortunato commerciante questa consolazione: "È un vento cattivo quello che non porta benefici a nessuno. Ognuno deve vivere e che cosa sarebbe dei vetrai se i vetri non si rompessero mai?"
Ora, questa consolazione contiene un'intera teoria, che sarà bene spiegare in questo caso semplice, dato che è precisamente la stessa che regola infelicemente la maggioranza delle nostre istituzioni economiche.
Supponiamo che riparare i danni costi 6 franchi, quindi l'incidente porta 6 franchi agli affari del vetraio - aumenta il suo fatturato di 6 franchi - ve lo assicuro; non ho niente in contrario, il ragionamento è giusto. Il vetraio viene, fa il suo lavoro, riceve i suoi 6 franchi, si frega le mani e, in cuor suo, benedice il ragazzino. Tutto questo è quello che si vede.
Ma se, d'altra parte, giungete alla conclusione, come è troppo spesso il caso, che è una buona cosa rompere le finestre, che induce i soldi a circolare e che l'incoraggiamento del commercio sarà generalmente il risultato di ciò, mi obbligherete ad esclamare, "Fermi lì! La vostra teoria è limitata a ciò che si vede; non tiene conto di ciò che non si vede."
Non si vede che, poiché il nostro commerciante ha speso 6 franchi per una cosa, non può spenderli per altro. Non si vede che se non avesse avuto una finestra da riparare, forse avrebbe sostituito le sue vecchie scarpe, o aggiunto un altro libro alla sua biblioteca. In breve, avrebbe impiegato i suoi 6 franchi in qualche modo, che questo incidente ha impedito.
L'errore nell'argomento dei passanti è che hanno considerato i benefici dell'acquisto della nuova finestra, ma hanno ignorato i costi nascosti al commerciante e agli altri. Egli è stato costretto a spendere i suoi soldi su una nuova finestra e quindi non potrà spenderli per qualcos'altro. Forse stava andando a comprare il pane, dando beneficio al panettiere, che a sua volta avrebbe comprato delle scarpe, ecc., ma invece è stato costretto a riparare una finestra. Anziché una finestra ed un pane, ha soltanto una finestra. O forse avrebbe comprato una nuova camicia, beneficiando il sarto; in questo caso il guadagno del vetraio è la perdita del sarto ed il commerciante ha ancora soltanto una finestra anziché una finestra ed una camicia. Il ragazzino non ha portato alcun beneficio netto alla città. Ha invece reso la città più povera del valore di una finestra.

## Interpretazioni differenti
I keynesiani sostengono che in alcune circostanze il ragazzino può realmente essere un benefattore, benché non il migliore possibile. Di fronte a risorse largamente inutilizzate (come nella Grande depressione), John Maynard Keynes ha sostenuto che possa avere senso economico la costruzione di piramidi totalmente inutili al solo scopo di stimolare l'economia, aumentare la domanda complessiva e incoraggiare la completa occupazione.
Invece, secondo Clifford Hugh Douglas, quella di Keynes è una visione demagogica, e il concetto stesso, "stimolare l'economia", è in sé assurdo: allora tanto varrebbe pagare ugualmente gli operai ed i fornitori di materiale, ma senza sprecare risorse per costruire materialmente la piramide. Douglas definisce ogni intervento fittizio nell'economia come un "drogaggio" dell'economia, e quindi un'economia pianificata come un "economia drogata".
Gli economisti austriaci e Bastiat stesso usano il racconto della finestra rotta in senso più sottile. Se si considera ancora il racconto, si nota come il ragazzino sia visto quale pubblico benefattore. Si supponga di scoprire, invece, che il ragazzino, in realtà, sia stato assunto dal vetraio e sia pagato un franco per ogni finestra che rompe. Lo stesso atto sarebbe da considerare improvvisamente come furto: il vetraio sta rompendo le finestre per forzare la gente ad usare i suoi servizi. Tuttavia, le conseguenze sono sempre le stesse: il vetraio guadagna a spese del panettiere, calzolaio e così via.
Bastiat dimostra che la gente, in effetti, approva attività che sono moralmente equivalenti a quello del vetraio che assume un ragazzo per rompere le finestre.
Un'interpretazione comune circa il Prodotto interno lordo è che un aumento del PIL significa che l'economia sia più sana. Alcuni direbbero che questo interpreta la proverbiale finestra rotta come positiva e che alcune forme dell'indicatore genuino di progresso (Genuine Progress Indicator) sarebbero un indicatore più realistico di salute economica.

## Le applicazioni
Gli economisti della scuola austriaca ed i liberali sostengono che l'errore della finestra rotta è estremamente comune nel pensiero popolare. tra gli esempi vi sono i seguenti:
- le guerre;
- gli attentati terroristici;
- le sovvenzioni statali a tutela di interessi particolari.

### La guerra
Alcuni sostengono che la guerra è una forza positiva, che storicamente spesso ha focalizzato l'uso delle risorse ed innescato progressi nella tecnologia ed in altre aree. La produzione e l'aumentata occupazione associate con le guerre spesso portano la gente a sostenere che la guerra sia buona per l'economia. Altri sostengono che questo è un esempio dell'errore della finestra rotta. I fondi spesi nello sforzo bellico, per esempio, sono soldi che non possono essere spesi per l'alimentazione, i vestiti, la sanità o altre necessità. Lo stimolo ad un settore dell'economia viene pagato in maniera occulta da altri settori.
Ancora più importante, la guerra letteralmente distrugge proprietà, costruzioni e vite. Lo stimolo economico al settore della difesa è compensato non solo dai costi incidentali immediati, ma anche dai costi in danni e devastazione della guerra.
Ciò allora si trasforma nella base per una seconda applicazione dell'errore della finestra rotta: è esatto dire che ricostruendo in seguito alla guerra ed alla relativa distruzione si fornisce uno stimolo ulteriore all'economia, stavolta principalmente nel settore dell'edilizia. Tuttavia, risorse immense sono spese soltanto per ripristinare le cose com'erano prima che iniziasse la guerra. Dopo di essa, la nazione ha una città ricostruita; prima invece, aveva una città ed anni di tempo davanti nei quali impiegare il proprio sforzo per scopi più fruttuosi.

### Il terrorismo
Dopo gli attacchi dell'11 settembre 2001, alcuni economisti, come Paul Krugman, suggerirono che la ricostruzione di New York avrebbe stimolato l'attività economica per miliardi di dollari, fornendo un beneficio netto all'economia degli Stati Uniti, che era in fase di recessione. Altri tuttavia sostennero come questo fosse un esempio di "errore della finestra rotta", dato che questo modo di ragionare ignorava la perdita netta di beni per miliardi di dollari cagionata dall'attacco. Se il World Trade Center fosse ricostruito esattamente come era prima, gli Stati Uniti avrebbero un World Trade Center, mentre senza l'attacco dell'11 settembre 2001, gli Stati Uniti disporrebbero non solo del World Trade Center, ma anche di tutti i fondi che ora devono essere spesi per la sua ricostruzione - senza contare le vite perse nell'attacco.
Si ignorano inoltre i costi occulti per tutto ciò che non accadrà in conseguenza all'evento, come i viaggi d'affari non effettuati per paura del terrorismo, la perdita per i fornitori di quei servizi, la perdita per i loro fornitori e così via. È abbastanza probabile che la paura del terrorismo, compresi i successivi casi di minacce all'antrace, abbia approfondito la recessione ed abbia di conseguenza reso ancora peggiori le cose per l'economia statunitense.

### Lo Stato e la difesa degli interessi particolari
Bastiat, Henry Hazlitt e.altri hanno identificato il vetraio con gli interessi particolari e il ragazzino con il Governo. Gli interessi particolari richiedono soldi al Governo (sotto forma di sovvenzioni, concessioni, ecc.) e di conseguenza questo costringe il contribuente a fornire i fondi monetari.
I destinatari certamente ne beneficiano, di modo che l'azione del Governo è considerata spesso dalla gente come benefica per tutti. Ma la gente non riesce a considerare i costi occulti: i contribuenti ora sono più poveri esattamente di quella quantità di denaro. L'alimentazione, l'abbigliamento, o altri generi che si potevano acquistare con quei soldi ora non saranno acquistati.
I "non-acquisti" costituiscono un costo occulto, o costo incidentale. Nel suo saggio Bastiat si riferisce ai costi occulti come a "ciò che non si vede". Poiché i costi sono occulti, ci si illude che i benefici non comportino dei costi. Hazlitt ha ricapitolato il principio dicendo "tutto ciò che otteniamo, a parte ciò che la natura liberamente ci dona, in qualche modo va pagato". Robert A. Heinlein ha reso famosa una sigla che sintetizza il concetto, TANSTAAFL (There Ain't No Such Thing As A Free Lunch - Non esiste una cosa chiamata pasto gratuito).
Esempi comuni di discussioni su interessi particolari in cui si può incappare nell'"errore della finestra rotta" sono:
- resistenze contro la soppressione di posti di lavoro inefficienti, come nella pubblica amministrazione e nelle grandi aziende private burocratizzate;
- discussioni su misure protezionistiche come tariffe, sovvenzioni e/o altre regolamentazioni a spese del mercato o dei contribuenti;
- misure per escludere l'opposizione pubblica ad imprese e/o pratiche imprenditoriali, come nei casi di inquinamento ambientale e nei casinò;
- sostegni pubblici alle arti e alla cultura.

Per i Keynesiani e i socialisti liberali in genere, d'altra parte, lo Stato può svolgere un ruolo costruttivo: per esempio, facendosi carico di problemi quali i fallimenti del mercato, la fornitura di beni pubblici, il perseguimento dell'obiettivo della piena occupazione. Così come nel caso dello stimolo alla domanda aggregata, si argomenta che schemi di ridistribuzione della spesa possono avere effetti sociali desiderabili. Così, ad esempio, sovvenzionare le arti potrebbe rendere una città un posto più piacevole per vivere, anche senza un beneficio economico diretto.
Un'altra argomentazione spesso usata a favore della redistribuzione è che può essere necessario sostenere un'industria in preparazione di possibili periodi di emergenza. Come esempio, si dice che esiste un beneficio netto nel pagare gli stipendi dei pompieri anche quando non ci sono incendi in corso.

## Esempi pratici
L'emanazione di contributi governativi per la rottamazione delle auto è pubblicizzato come un incentivo all'economia. Per il benessere dell'economia sarebbe positivo l'esatto opposto, ovvero l'utilizzo di un bene materiale fino a quando esso non sia irrimediabilmente inutilizzabile. Le risorse non erogate come contributi possono essere investite diversamente, ad esempio migliorando qualità ed efficienza delle strade.

## Nella cultura di massa
- In una scena del film muto Il monello (1921), l'eponimo personaggio, figlio adottivo di Charlot (Charlie Chaplin), lo precede tirando sassate alle finestre delle abitazioni delle vie per le quali transiterà poi il padre munito di vetri di ricambio.
- Nel film Il quinto elemento (1997), il racconto della finestra rotta è nuovamente narrato (senza riconoscere l'errore) dall'antagonista Zorg (Gary Oldman) per giustificare le proprie azioni egoistiche di superpotenza economica come benefiche per la società nel suo insieme.
- In un film degli Animaniacs, Wakko's Wish (1999), parte del racconto è usato per spiegare come Wakko stimola l'economia della sua città con due soli mezzi penny.